# Matthew O'Callaghan
Pour les articles homonymes, voir O'Callaghan.
Matthew O'Callaghan, né le 31 août 1966 à Chicago (Illinois), est un réalisateur, animateur, scénariste et storyboard artist (en) américain.
Il est connu pour ses storyboard de Basil, détective privé et de La Petite Sirène de Disney, pour être co-créateur de l'émission télévisée Life with Louie (en) et pour avoir réalisé l'adaptation cinématographique de Curious George (en) dans Georges le petit curieux.

## Filmographie

### Département animation
- 1985 : Taram et le Chaudron magique
- 1986 : Basil, détective privé
- 1987 : Fou de foot
- 1988 : Qui veut la peau de Roger Rabbit ?
- 1989 : La Petite Sirène
- 1991 : Homère le roi des cabots (Rover Dangerfield)
- 1994 : Astérix et les Indiens (Asterix in America)
- 1994 : Life with Louie : A Christmas Surprise for Mrs. Stillman
- 1994 : Richard au pays des livres magiques
- 1995 : Life with Louie
- 1995-1996 : Freakazoid! (2 épisodes)
- 2013 : Wild About Safety : Timon and Pumbaa Safety Smart on the Go
- 2015 : Alvin et les Chipmunks : À fond la caisse
- 2017 : Raiponce, la série

### Département artistique
- 1986 : Basil, détective privé
- 1989 : La Petite Sirène
- 1991 : Homère le roi des cabots (Rover Dangerfield)
- 1997 : Dany, le chat superstar
- 1998 : 1 001 Pattes
- 2000 : Les Griffin
- 2007 : Bagboy
- 2007 : Le Sortilège de Cendrillon
- 2021 : Space Jam : Nouvelle Ère

### Réalisateur
- 1987 : Fou de foot
- 1992 : Itsy Bitsy Spider
- 1994 : Life with Louie : A Christmas Surprise for Mrs. Stillman
- 1995 : Life with Louie
- 2004 : Mickey, il était deux fois Noël (Mickey's Twice Upon a Christmas)
- 2006 : Georges le petit curieux
- 2008 : Les Rebelles de la forêt 2 réalisateur avec Todd Wilderman
- 2010 : Coyote Falls
- 2010 : Fur of Flying
- 2010 : Rabid Rider
- 2011 : I Tawt I Taw a Puddy Tat
- 2012 : Daffy's Rhapsody

### Producteur
- 2008 : Les Rebelles de la forêt 2
- Date inconnue : Life with Louie

### Effets spéciaux
- 1999 : Inspecteur Gadget
- 2000 : 102 Dalmatiens
- 2000 : Mission to Mars
- 2002 : Chiens des neiges
- 2004 : Le Pôle express
- 2006 : Monster House
- 2007 : La Légende de Beowulf
- 2009 : Le Drôle de Noël de Scrooge
- 2011 : Milo sur Mars

### Scénariste
- 1986 : Basil, détective privé
- 1994 : Life with Louie : A Christmas Surprise for Mrs. Stillman
- 1994 : The Itsy Bitsy Spider
- 2004 : Mickey, il était deux fois Noël (Mickey's Twice Upon a Christmas)
- 2011 : I Tawt I Taw a Puddy Tat
- 2012 : Daffy's Rhapsody
- Date inconnue : Life with Louie

## Récompenses et distinctions
- (en) Matthew O'Callaghan: Awards, sur l'Internet Movie Database